# 埃蒂恩·维利康亚
埃蒂恩·维利康亚（1988年12月26日—） 是一名斯洛文尼亞足球運動員，司職前鋒，效力於斯洛文尼亞足球甲級聯賽球會盧布爾雅那奧林匹亞。

## 球員生涯

### 戈里察
维利康亚的足球生涯在戈里察展開，該球會以優勢的青訓系統馳名。维利康亚在青年隊的逐步成長，使他在2006/07賽季被提拔至一隊。在2008/09賽季，他代表球會出場32次並打進17球，並成為該賽季的神射手。在2009年10月對科佩爾的聯賽中，他受到膝傷並缺席賽季大部分的比賽。直至2010年4月，距離賽季結束還有四場比賽時才以替補身份上場對德拉瓦圖伊。

### 馬里博爾
在2010年夏天首次傳出维利康亚會轉投馬里博爾，但最終沒有實現，他留在戈里察至2010/11季末。他克服了傷患影響，2010年結束前在聯賽出場18次攻入5球。2011年1月17日冬季轉會開始後，馬里博爾簽下维利康亚，轉會費保密，而馬里博爾球員维托·普卢特前往戈里察作為交易的一部分，维利康亚簽約效力至2013年12月31日。2011年2月26日他首次代表球會上場並取得入球，助球隊4-2戰勝韋萊涅魯達。

### 卡迪夫城
2012年7月12日，英冠球會卡迪夫城簽下维利康亚並簽約四年。整個交用費用據報為360萬欧元，而馬里博爾的足球總監表示這筆交易打破了斯洛文尼亞甲級聯賽的轉會費紀錄。據報導，馬里博爾獲得200萬欧元，而维利康亚本人年薪約40萬欧元，四年合共賺取160萬欧元。在7月25日，參加完2012–13年歐洲冠軍聯賽第二輪資格賽後才正式轉會。维利康亚於8月21日首次代表球會上場，以0-0戰平布莱顿。雖然维利康亚在U21發展隊常取得入球，但仍未能助他在聯賽有穩定的出場時間，直至在聯賽最後一場對赫尔城才能以正選身份上場。

## 國家隊生涯
维利康亚是斯洛文尼亞國家少年隊成員。他首次成年隊出場是在2009年8月12日，在2010年世界盃外圍賽對聖馬力諾的賽事首次披甲上場。

## 榮譽
馬里博爾
- 斯洛文尼亞足球甲級聯賽 (2)：2010–11、2011–12
- 斯洛文尼亞盃 (1)：2011–12
- 斯洛文尼亞超級盃 (1)：2012

## 外部連結
- Official website （页面存档备份，存于）
- PrvaLiga profile
- 足球数据库：Etien Velikonja的球员统计数据
- 埃蒂恩·维利康亚在 National-Football-Teams.com 上的出场纪录